# Very Important Person

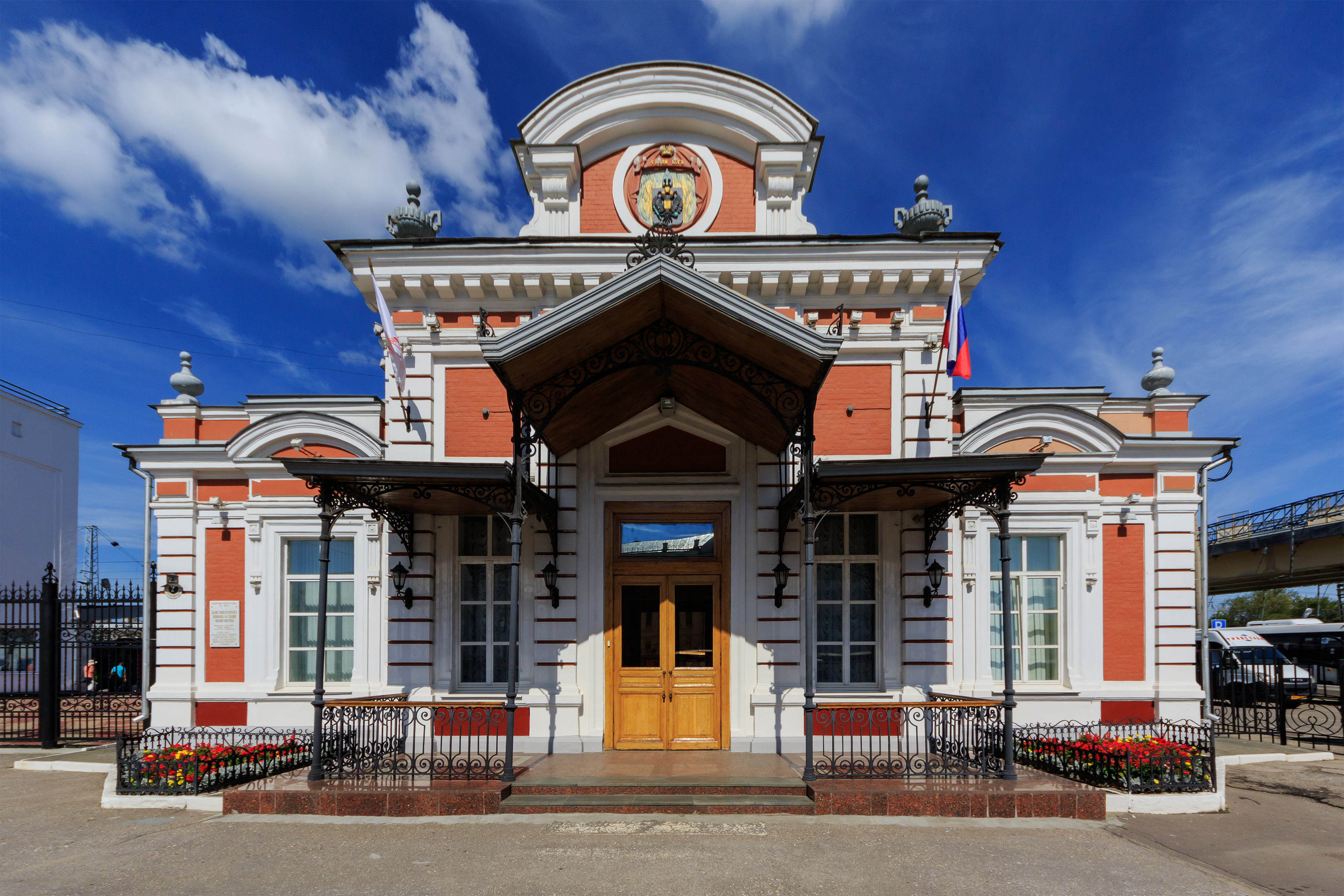
La sala VIP de l'estació de tren principal de Nijni Nóvgorod.

Very Important Person, abreujat vip anglès per a persona molt important) és una persona o una categoria de persones que en certes actuacions públiques obtenen un tractament diferent pel seu prestigi, fama o distinció.
A un esdeveniment concret, es pot ser vip per la importància del càrrec (polítics, presidents d'empreses…) o per haver pagat un preu superior.
En medicina des del 1964 s'ha descrit «síndrome vip». Ariba quan una persona important ingressa en un servei de salut i que el seu estatut influencia sobre les decisions terapèutiques. Es manifesta en desviar dels procediments habituals per excés de respecte del pacient o sota la influència dels visitants, sovint vips també sino superiors del mateix personal medical. Arriba igualment quan el pacient és un familiar del metge o d'un col·lega, o una persona important dins de l'organització del servei medical. Per aquesta actitud les persones importants reben un tractament menys apropiat.